# Atlético San Francisco
El Atlético San Francisco fue un equipo de fútbol mexicano. En su última temporada militó en la Serie B de la Segunda División de México y tuvo su sede en la ciudad de San Francisco del Rincón, Guanajuato, México.

## Historia
Fundado en 1966, el equipo es uno de los equipos más antiguos del fútbol mexicano, sin embargo nunca ha jugado en el máximo nivel. Fue fundador de la Primera División 'A' de México.
Jugó en la segunda liga más importante de México, en su tiempo en la segunda división y entre 1994 y 1999 en la Primera 'A', hasta que en el Torneo Verano 1999 descendió a segunda división (Ya considerada como la tercera liga más importante). En 2005 el equipo abandonó la segunda división y pasó a militar en la Tercera División.
Entre 2005 y 2019, el club jugó en la Tercera división mexicana colocado en el Grupo IX, compitiendo con equipos como el Atlético de San Luis "B", Atlético ECCA, Cabezas Rojas, Atlético Leonés, Tancredi FC, Alcaldes de Lagos, U. de G. Lagos de Moreno, Real Magarí, San Pancho F.C., León Independiente, Mineros de Fresnillo "B", Frailes de Jerez, Mineros de Zacatecas, Alacranes "B", Real Olmeca, Tlajomulco F.C., Unión León y Tuzos UAZ "B". 
En 2009 San Francisco tuvo una breve estancia en Segunda División, pero jugando bajo el nombre Cuervos Negros de Zapotlanejo, sin embargo, el equipo solo compitió durante el Apertura 2009, en el certamen alcanzó los cuartos de final siendo eliminado por Chivas Rayadas, para el Bicentenario 2010 fue desafiliado por deudas.
En la temporada 2018-2019 de la Tercera División, el equipo finalizó como líder de su grupo. En la liguilla eliminó a los equipos de la Universidad de Monterrey, Universidad Autónoma de Sinaloa, Orgullo Surtam y Mazorqueros de Zapotlán para llegar a la final de zona (ronda de semifinales). En la ronda de semifinales los brujos debieron enfrentar al equipo Aguacateros Club Deportivo Uruapan, el Atlético San Francisco venció a los uruapenses con marcador global de 2–4, de acuerdo al reglamento de la categoría, este resultado hizo que los Brujos lograran su ascenso a la Liga Premier después de 14 años.
El 17 de agosto de 2019 se presentó el regreso de los Brujos a la Segunda División, sin embargo, el equipo fue derrotado por 1-0 ante el Deportivo Zitácuaro. El 24 de agosto se jugó el primer partido como local, en el que el San Francisco derrotó por 4-2 a los Mineros de Zacatecas. La temporada fue suspendida en mayo como consecuencia de la pandemia de coronavirus, por lo que al momento de decretarse el parón el equipo se encontraba en la tercera posición de la liga con 45 puntos.
Para la temporada 2020-21 la directiva del club decidió no competir en ninguna categoría profesional, esto con el objetivo de sanear las finanzas del club, las cuales habían sido afectadas por la suspensión del fútbol mexicano, además, se consideró que no era adecuado el regreso de las competencias de balompié debido a que la crisis sanitaria todavía no había sido completamente superada. El equipo no volvió a competir después de la pausa iniciada en el 2020 por lo que se consideró como disuelto ante la Liga.

## Uniforme
El Club actualmente utiliza un uniforme a rayas verticales con vivos en colores morado y naranja metálico. Anteriormente el equipo llevaba los colores de su escudo anterior en el uniforme utilizando una camiseta a rayas verticales de color rojo y blanco con pantaloncillo y medias azules.
| Antiguo Uniforme |

## El mote de brujos
El apodo de Brujos fue puesto al Club pues su sede, la ciudad de San Francisco del Rincón Guanajuato, es un lugar conocido por ser el hogar de varios "Brujos" y "Santeros".
En el municipio se da el crecimiento de una planta a la que se le llama "cebollines", según cuentan los relatos, esta es una señal de que el lugar está habitado por gente con "dones" para realizar magia. Esta tradición de brujería y magia ha sido pasada de generación en generación y aun actualmente se pueden encontrar estos Brujos en la región.

## Temporadas en Primera 'A'
|                                                                              | Temporada   | J  | G  | E  | P  | Pts |
| 1                                                                            | 1994/95     | 28 | 13 | 7  | 8  | 33  |
| Resultado: 3.º general, en la liguilla llegó a Semifinales                   |             |    |    |    |    |     |
| 2                                                                            | Invierno 96 | 16 | 4  | 2  | 10 | 14  |
| Resultado: Último lugar general, perdió 10 juegos en total                   |             |    |    |    |    |     |
| 3                                                                            | Verano 97   | 16 | 4  | 5  | 7  | 17  |
| Resultado: 11.º lugar general, llegó a disputar Repechaje pero perdió        |             |    |    |    |    |     |
| 4                                                                            | Invierno 97 | 20 | 6  | 2  | 12 | 20  |
| Resultado: 16.º general, perdió 12 juegos en total                           |             |    |    |    |    |     |
| 5                                                                            | Verano 98   | 20 | 2  | 12 | 6  | 18  |
| Resultado: 19.º lugar general, fue el equipo con más empates con 13 en total |             |    |    |    |    |     |
| 6                                                                            | Invierno 98 | 19 | 6  | 6  | 7  | 24  |
| Resultado: 12.º lugar general                                                |             |    |    |    |    |     |
| 7                                                                            | Verano 99   | 19 | 5  | 6  | 8  | 21  |
| Resultado: 17.º lugar general, solo anotaron 20 goles en todo el torneo      |             |    |    |    |    |     |

## Temporadas
| Temporada | División          | Posición                        |
| --------- | ----------------- | ------------------------------- |
| 2015/16   | 5.Tercera         | 13o. Grupo IX                   |
| 2016/17   | 5.Tercera         | 3o. Grupo IX                    |
| 2017/18   | 5.Tercera         | 3o. Grupo IX (2a Fase Liguilla) |
| 2018/19   | 5.Tercera         | 1.º Grupo IX (Subcampeón)       |
| 2019/20   | 4.Segunda Serie B | 3o.                             |

## Palmarés

### Torneos nacionales
| Competición nacional   | Títulos | Subcampeonatos       |
| ---------------------- | ------- | -------------------- |
| Tercera División (1/2) | 1991-92 | 2000/2001, 2018/2019 |